# Parker McKenna Posey
Parker McKenna Posey (Los Ángeles, 18 de agosto de 1995) es una actriz estadounidense, reconocida por interpretar a Kady Kyle en la serie de televisión estadounidense My Wife and Kids.

## Carrera
Parker McKenna Posey nació en Los Ángeles en el Hospital Cedars Sinai el 18 de agosto de 1995. Utiliza su segundo nombre por razones profesionales, para no confundirse con la actriz Parker Posey. A la edad de dos años, Parker apareció en un anuncio de Kodak antes de convertirse en un modelo para los catálogos de Disney y para campañas publicitarias de Old Navy. Es conocida por su interpretación de "Kady Kyle" en la comedia de ABC My Wife and Kids junto a Damon Wayans, Jennifer Freeman, Noah Gray-Cabey y Tisha Campbell-Martin. Apareció en la película Alice al revés con Alyson Stoner y Lucas Grabeel.

## Filmografía
- 2017 - Snowfall
- 2015 - Lucky Girl
- 2010 - Summer Camp
- 2009 - iCarly
- 2005 - Meet the Santas
- 2001-2005 - My Wife and Kids
- 2004 - Doctoras de Philadelphia
- 2001 - Policías de Nueva York